# Santamartaparakit
Santamartaparakit (Pyrrhura viridicata) är en starkt utrotningshotad papegojfågel som endast förekommer i ett bergsområde i nordöstra Colombia.

## Utseende och läte
Santmartaparakiten är en 25 cm lång, övervägande grön parakit. Den har ett rött band i pannan, vit ring kring ögat och rödbruna örontäckare. På ovansidan syns rödorange karpal- och handpennetäckare och blå handpennor. Vidare har den ett rött band på buken och röd stjärtundersida. Bland lätena hörs fallande skrin i flykten och mjuka, tjattrande ljud från födosökande fåglar.

## Utbredning och status
Fågeln förekommer enbart i Sierra Nevada de Santa Marta i nordöstra Colombia). IUCN kategoriserar arten som starkt hotad.